# Hypostomus winzi
Hypostomus winzi  es una especie de pez de la familia  de los loricáridos y del orden de los siluriformes.

## Morfología
El macho puede alcanzar 4,2 cm de longitud total.

## Distribución geográfica
Originario de Sudamérica, se encuentra en la cuenca del río Magdalena, en Colombia.